# 称念寺 (甲斐市)
称念寺（しょうねんじ）は、山梨県甲斐市竜王新町に所在する寺院。浄土宗寺院で山号は必徳山。本尊は阿弥陀如来像。

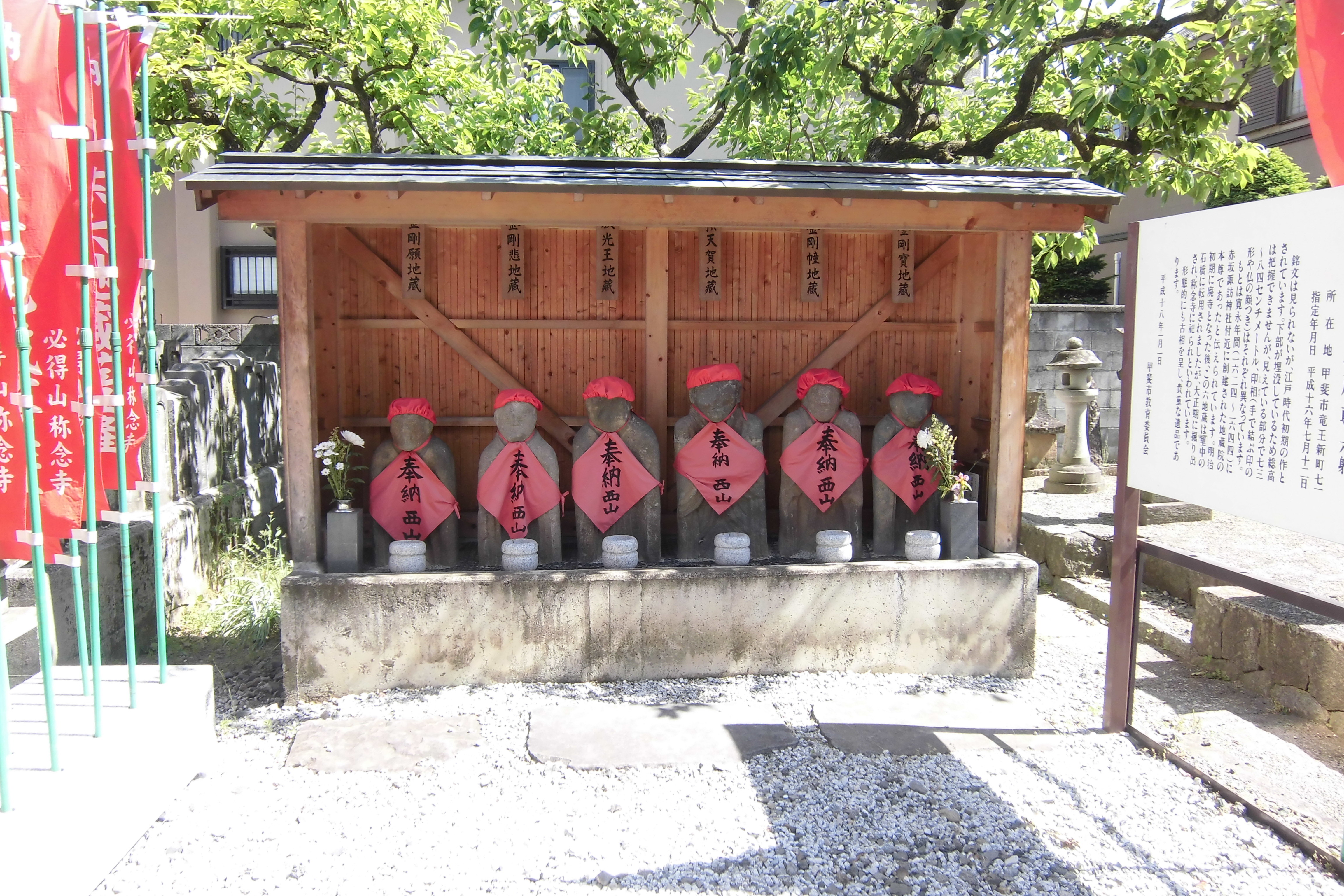
六地蔵

所在する甲斐市竜王新町は甲府盆地の中央北縁からやや西部に位置する。寺の前には南北に甲州街道（信州往還）が通過する。『甲斐国社記・寺記』に拠れば、江戸時代の元和元年（1615年）に心誉を開山として創建されたという。一方、1955年（昭和30年）刊行の『竜王村史』では創建を慶長11年（1606年）とする伝承を紹介している。竜王新町の寺社では室町時代創建の慈照寺が古く、末寺である信慶寺も存在していたが江戸中期に廃絶し、称念寺はそれに代わる形で創建された。
江戸後期に成立した『甲斐国志』巻八十一「称念寺」では、もと赤坂地蔵院と称し、寛永年間に除地四畝歩を賜り里中に移り、本尊は石造六地蔵であるという。地蔵院は現在廃寺であるが、『寺記』に拠れば寛永11年（1634年）の創建で、称念寺の末寺であり、石造六地蔵も称念寺に伝来している。
『寺記』や『国志』では創建を近世期としているが、本尊の阿弥陀如来立像は室町時代の造立と考えられており、創建は中世に遡る可能性が考えられている。
本尊の阿弥陀如来立造は室町時代の作で、像高89.7センチメートル。左右に脇侍である観音菩薩像・勢至菩薩像を従えている。木造・玉眼嵌入。体部は一木で、内刳りはない。後背裏に「面貌再興」の銘文が記され、近世期に玉眼が嵌入されたと考えられている。
観音・勢至菩像は江戸時代の作。像高は観音菩薩像が52.6センチメートル、勢至菩薩像が53.1センチメートル。木造、玉眼嵌入、漆箔仕上げ。
ほか、江戸時代の善導大師像・法然上人像、阿弥陀如来坐像も伝来している。
石造物では本堂手前南側に丸彫の六体地蔵が並立している。像は下部が砂礫に没しているが、像高73センチメートルから83センチメートル。寛永年間に、赤坂諏訪神社前に創建された末寺の地蔵院にあった像とされ、地蔵院は正保年間に里中に移る。明治期に廃仏毀釈により廃寺となったと考えられている。六地蔵は赤坂の石橋に転用されていたが、大正期に掘り出され称念寺に移されたという。